# Acrocercops tricyma
Acrocercops tricyma is een vlinder van de familie van de mineermotten (Gracillariidae). De wetenschappelijke naam van deze soort is voor het eerst voorgesteld door Edward Meyrick in een publicatie uit 1908.

## Verspreiding
De soort komt voor op Madagaskar en in India.

## Waardplanten
De rups leeft op Blumea balsamifera, Blumea lacera (Asteraceae) en Trichodesma khasianum (Boraginaceae).